# Eh (digramme)
Cette page contient des caractères spéciaux ou non latins. S’ils s’affichent mal (▯, ?, etc.), consultez la page d’aide Unicode.
Pour les articles homonymes, voir EH.
Eh (minuscule eh) est un digramme de l'alphabet latin composé d'un E et d'un H.

## Linguistique
- En allemand, le digramme « eh » correspond généralement à [eː].

## Représentation informatique
Comme la majorité des digrammes, il n'existe aucun encodage de Eh sous un seul signe, il est toujours réalisé en accolant un E et un H.